# 17 grudnia w polityce
- 1777 – Francja uznała niepodległość USA.
- 1885 – Madagaskar został objęty francuskim protektoratem.
- 1907 – W Bhutanie wprowadzono monarchię dziedziczną.
- 1909 – Albert I Koburg został królem Belgów.
- 1926 – Na Litwie doszło do zamachu stanu pod przywództwem Antanasa Smetony.
- 1928 – Ustanowiono flagę Republiki Chińskiej.
- 1930 – Prezydent Gwatemali Baudilio Palma został obalony i zamordowany w wojskowym zamachu stanu. Tymczasowym prezydentem został szef junty gen. Manuel Orellana.
- 1962 – Weszła w życie konstytucja Monako.
- 1963 – Park Chung-hee został prezydentem Korei Południowej.
- 2013 – W Niemczech zaprzysiężony został trzeci rząd Angeli Merkel.
- 2014 – Wznowione zostały stosunki Stanów Zjednoczonych i Kuby.